# Ubojstvo na igralištu za golf
Ubojstvo na igralištu za golf (izdan 1923.) je kriminalistički roman Agathe Christie u kojem glavne uloge imaju Hercule Poirot i satnik Arthur Hastings.

## Radnja
Poirot dobiva brzojav od milijunaša Paula Renaulda koji ga moli da dođe na njegovo imanje u Francuskoj. Kad Poirot stigne Renauld je mrtav. Nađen je uboden na igralištu za golf. Njegova žena tvrdi da su ga oteli neki misteriozni Čileanci. Otkriva se da je Renauld htio odglumiti vlastitu smrt, no stvari su izmakle kontroli. Iako policija misli da ima ubojicu, događa se i drugo ubojstvo i Poirot zna da mora naći pravog ubojicu...
Ovo djelo je također važno jer Hastings upoznaje svoju buduću suprugu, Dulcie Duveen. 

## Ekranizacija
Ekraniziran je u šestoj sezoni (1994.–96.) TV serije Poirot s Davidom Suchetom u glavnoj ulozi.

## Poveznice
- Ubojstvo na igralištu za golf  Arhivirana inačica izvorne stranice od 14. srpnja 2014. (Wayback Machine) na Agatha-Christie.net, najvećoj domaćoj stranici obožavatelja Agathe Christie